# Homofoni
Betegnelsen Homofoni bruges om flerstemmig musik, som er "lodret" tænkt, altså hvor de enkelte stemmers individuelle melodier er underordnet i forhold til de harmonier, der opstår, når stemmerne smelter sammen. Den "vandret" tænkte modpol, hvor det melodiske er vigtigere end det harmoniske, kaldes polyfoni.
Den almindeligste form for homofoni opstår, når en stemme (oftest den højeste, fx sopran eller første violin) spiller/synger en melodi, mens alle andre stemmer spiller/synger akkorder, der passer til melodien. Normalt kræves, at stemmerne overholder visse regler for stemmeføring (et element lånt fra polyfoni), men de enkelte stemmer må ikke blive så selvstændige, at de tager opmærksomheden fra melodien.
I musikundervisningen bruges koralharmonisering som øvelse i lodret/harmonisk tænkning.